# Шевченко (Макеевский городской совет)
Шевченко — село в Макеевском городском совете Донецкой области. Находится под контролем самопровозглашённой Донецкой Народной Республики.

## География
В Донецкой области имеется ещё 17 одноимённых населённых пунктов, в том числе расположенное неподалёку село Шевченко, подчинённое городу Енакиеву, сёла Шевченко Малоорловского сельсовета и Шевченко Розовского сельсовета в соседнем Шахтёрском районе.

#### Соседние населённые пункты по сторонам света[3]
С: Пролетарское
СЗ: Угольщик, Свердлово, Колосниково
СВ: город Харцызск, Молочарка
З: город Макеевка
В: Гусельское
ЮЗ: Межевое, Высокое, Маяк
ЮВ: Холмистое, Вербовка, Садовое, Новониколаевка
Ю: Грузско-Зорянское

## Население
Население по переписи 2001 года составляло 87 человек.
| Язык       | Процент населения (2001) |
| ---------- | ------------------------ |
| Русский    | 75,86%                   |
| Украинский | 20,69%                   |
| Болгарский | 3,45%                    |

## Адрес местного совета
86192, Донецкая область, Макеевский городской совет, пгт. Пролетарское, ул. Центральная, 4, тел. 6-14-46. Телефонный код — 6232.